# Sphenopsis
Sphenopsis – rodzaj ptaków z rodziny tanagrowatych (Thraupidae).

## Występowanie
Rodzaj obejmuje gatunki występujące w Ameryce Południowej.

## Morfologia
Długość ciała 13–14,5 cm, masa ciała 13–22 g.

## Systematyka

### Etymologia
Greckie σφην sphēn, σφηνος sphēnos – „klin”; οψις opsis – „wygląd”. Sclater sądził, że jego jeden niedoskonały okaz jest ptakiem z rodziny garncarzowatych spokrewnionym z Philydor.

### Gatunek typowy
Sphenopsis ignobilis P.L. Sclater, 1862 (podgatunek Sphenopsis frontalis).

### Podział systematyczny
Do rodzaju należą następujące gatunki:
- Sphenopsis frontalis (von Tschudi, 1844) – andolasówka oliwkowa
- Sphenopsis melanotis (P.L. Sclater, 1855) – andolasówka czarnoucha